# رونالد جونسون (لاعب كرة قدم أمريكية)
رونالد جونسون (بالإنجليزية: Ronald Johnson)‏ هو لاعب كرة قدم أمريكية أمريكي، ولد في 3 أغسطس 1988 في مسكيغون في الولايات المتحدة.

## وصلات خارجية
- رونالد جونسون على موقع مرجع كرة القدم المحترفة.كوم (الإنجليزية)